# Гривино (Московская область)
Гривино — упразднённая деревня в Сергиево-Посадском городском округе Московской области России.

## География
Урочище находится в северной части области, в зоне хвойно-широколиственных лесов, к югу от автодороги 46К-8191, на расстоянии примерно 25 километров (по прямой) к северо-западу от города Сергиев Посад, административного центра округа.

### Климат
Климат характеризуется как умеренно континентальный, с умеренно холодной зимой и тёплым летом. Среднегодовая температура воздуха — +2,7 °C. Средняя температура воздуха самого холодного месяца (января) — −11,3 °C (абсолютный минимум — −48 °C), средняя температура самого тёплого (июля) — +17 °С (абсолютный максимум — +36 °C). Годовое количество атмосферных осадков — 630 мм, из которых около 70 % выпадает в период с апреля по октябрь.

## История
В «Списке населённых мест Владимирской губернии по сведениям 1859 года» населённый пункт упомянут как владельческая деревня Александровского уезда, расположенная в 52 верстах от уездного города. В деревне насчитывалось 8 дворов и проживало 43 человека (23 мужчины и 20 женщин).
По состоянию на 1905 год, в Гривине имелось 7 дворов и проживало 27 человек. В административном отношении деревня входила в состав Константиновской волости.
До 17 июля 1939 года являлась частью Михалевского сельсовета, после упразднения которого вошла в состав Никульского сельсовета.